# Preben Rudiengaard
Preben Georg Rudiengaard (født 28. april 1944 i København, død 14. oktober 2022) var borgmester i Ribe Kommune fra 2001 til 2006 og administrerende embedslæge.

## Civil karriere
Preben Rudiengaard blev student fra Efterslægtselskabets Skole i 1963. Han blev cand.med. fra Københavns Universitet i 1972 og efterfølgende speciallæge inden for almen medicin og samfundsmedicin/administrativ medicin.
Han var ansat ved Tønder Sygehus i 1972-74, praktiserende læge i Skærbæk 1974-78, embedslæge i Ringkøbing Amt 1978-84 og i Ribe Amt fra 1984.
Han var bestyrelsesmedlem i Adoption Center Aarhus fra 1982, forbundslæge i Dansk Svømme- og Livredningsforbund fra 1984 og bestyrelsesmedlem i Scan Research fra 1997.
Han udgav talrige artikler og rapporter inden for arbejdsmiljø, hygiejne, ældreforsorg og andre sundhedspolitiske emner.
1996 blev han Ridder af Dannebrog. Han var gift med kunstneren Kirsten Rudiengaard

## Politisk løbebane
Preben Rudiengaard var næstformand for Hviding Venstre fra 1992. Han var medlem af Ribe byråd fra 1994, 1. viceborgmester 1994-98 og 2. viceborgmester 1998-2002. Han var efterfølgende borgmester i Ribe Kommune fra 1. januar 2002 til kommunen som en af hele eller dele af fire tidligere kommuner blev lagt sammen til den nyoprettede Esbjerg Kommune pr. 1. januar 2007, og han sad derpå i Esbjerg byråd frem til 2009 og igen 2018-2022.
Parallelt med den kommunale karriere var han Venstres folketingskandidat i Vejlekredsen 1993-94 og i Ribekredsen fra 1998. Herfra blev han folketingsmedlem for Ribe Amtskreds fra 11. marts 1998 frem til 2011.

## Renommé
Da forbuddet mod rygning i kommunale bygninger trådte i kraft, lavede han en særregel om, at han godt måtte ryge på sit eget kontor.[kilde mangler]
I januar 2009 blev Preben Rudiengaard del af en konflikt med regeringspartneren Det Konservative Folkeparti, da han offentligt kritiserede sundhedsminister Jakob Axel Nielsen for at mangle visioner. I et noget opsigtsvækkende offentligt skænderi mellem de to regeringspartier udtalte Jakob Axel Nielsen blandet andet, at "han er en populistisk enkeltsagspolitiker, og han har ikke formuleret nogen som helst samlet vision for sundhedspolitikken i den tid, jeg har været sundhedsminister".
- Gravsten på Ribe gl. Kirkegård